# Hackelia leucantha
Hackelia leucantha là loài thực vật có hoa trong họ Mồ hôi. Loài này được (Greene) Brand mô tả khoa học đầu tiên năm 1931.